# Amchitka (album)
 For alternative betydninger, se Amchitka. (Se også artikler, som begynder med Amchitka)
Amchitka er et album udsendt i 2009 bestående af to cd'er med optagelser fra en koncert 16. oktober 1970 med Joni Mitchell, James Taylor og Phil Ochs. Der var tale om et velgørenhedsarrangement afholdt i Pacific Coliseum i Vancouver, hvor overskuddet gik til protesterne mod atomprøvesprængninger, som USAs Atomenergikommission havde planlagt til gennemførelse på øen Amchitka i Aleuterne i 1971. Albummet har undertitlen The 1970 Concert That Launched Greenpeace, på dansk: Koncerten fra 1970, der blev startskuddet til Greenpeace.
Året forinden (2. oktober 1969) havde der været gennemført en lignende prøvesprængning, og den havde mobiliseret en protestbevægelse, som blandt andet advokaten og aktivisten Irving Stowe var involveret i. Stowe tog initiativ til en støttekoncert for at skaffe midler til at sende folk til Aleuterne for at iværksætte en fysisk modstand mod sprængningen. Han fik Joan Baez med på planen og med til at organisere koncerten. Baez havde ikke selv mulighed for at deltage, men satte Stowe i kontakt med Joni Mitchell, der indvilligede i at medvirke. Hun insisterede på at få sin daværende kæreste, James Taylor, med, og derudover deltog Phil Ochs samt den næsten nydannede canadiske rockgruppe Chilliwack (ikke med på albummet) i koncerten.
Båndoptagelserne af koncerten forblev i Stowe-familiens eje i årene derpå, og de havde ikke held til at få rettigheder til udgivelse af koncerten. Dette problem blev først løst, da John Timmins blev medlem af Greenpeace, og han fik skaffet den nødvendige accept fra Mitchell og Taylors lejre.

## Spor
Disc 1:
1. Introduktion ved Irving Stowe (1:38)
2. Introduktion af Phil Ochs (0:11)
3. "The Bells" (3:09)
4. "Rhythms of Revolution" (4:25)
5. "Chords of Fame" (2:47)
6. "I Ain't Marching Anymore" (3:01)
7. "Joe Hill" (7:10)
8. "Changes" (3:36)
9. "I'm Gonna Say It Now" (2:57)
10. "No More Songs" (3:49)
11. Introduktion af James Taylor (0:32)
12. "Something in the Way She Moves" (3:09)
13. "Fire and Rain" (3:52)
14. "Carolina in My Mind" (4:39)
15. "Blossom" (2:30)
16. "Riding on a Railroad" (3:04)
17. "Sweet Baby James" (3:27)
18. "You Can Close Your Eyes" (2:31)

Disc 2:
1. Introduktion af Joni Mitchell (0:17)
2. "Big Yellow Taxi"/"Bony Maroney" (4:00)
3. "Cactus Tree" (4:28)
4. "The Gallery" (4:26)
5. "Hunter" (2:36)
6. "My Old Man" (4:29)
7. "For Free" (5:08)
8. "Woodstock" (5:16)
9. "Carey"/"Mr. Tambourine Man" (10:13, duet med Taylor)
10. "A Case of You" (4:44)
11. "The Circle Game" (2:38, duet med Taylor)